# آنا تورنقیست
آنا تورنقیست (انگلیسی: Anna Thörnqvist؛ زادهٔ ۱ مارس ۱۹۹۵) بازیکن فوتبال اهل سوئد است.
از باشگاه‌هایی که در آن بازی کرده‌است می‌توان به باشگاه فوتبال روزنگرد اشاره کرد.